# Масрук ибн аль-Аджда
Абу А́иша Масру́к ибн аль-А́джда‘ аль-Ва́ди‘и (араб. أبو عائشة مسروق بن الأجدع الوادعي‎; ум. в 682 г.) — исламский богослов, известный и уважаемый табиин, правовед (факих) и хадисовед (мухаддис).

## Биография
Полное имя: Абу Аиша Масрук ибн аль-Аджда‘ ибн Малик аль-Хамдани аль-Вади‘и аль-Куфи. Жил в основном в Куфе (совр. Ирак). Находился в обществе многих учеников Абдуллаха ибн Мас‘уда. Позже Масрук сам стал популярным учителем будущих исламских учёных, таких как Ибрахим ан-Нахаи и др. Сообщается, что он сражался на стороне халифа Али ибн Абу Талиба (ум. в 661 г.) против хариджитов в 658 году.
Аз-Захаби включил биографию Масрука в свою книгу «Сияр алям ан-Нубаля» в число тех, кому следует подражать (аль-мукалладун) в нраве и поклонении (ибадат) следующим поколениям мусульман. Рассказывают, что Масрук очень усердно поклонялся Аллаху и обычно спал в земном поклоне (суджуд) перед Каабой. Когда люди предлагали ему лечь во время последней болезни, он отвечал: «Клянусь Аллахом, что если бы кто-нибудь явился и сказал мне, что Аллах вовсе не накажет меня, то я все равно продолжал бы молиться Ему с тем же усердием, что и прежде».